# Ereperk der Gefusilleerden
Het Ereperk der Gefusilleerden ook wel genoemd Binnengaarde der Gefusilleerden (Frans: Enclos des Fusillés) is een kleine begraafplaats die is gelegen aan de Kolonel Bourgstraat in de Brusselse gemeente Schaarbeek. Er bevinden zich hier 365 graven van verzetsstrijders uit de twee Wereldoorlogen. Dit Ereperk werd bij Koninklijk besluit in 2021 erkend als Nationale Necropool of Nationaal Herdenkingsoord. 

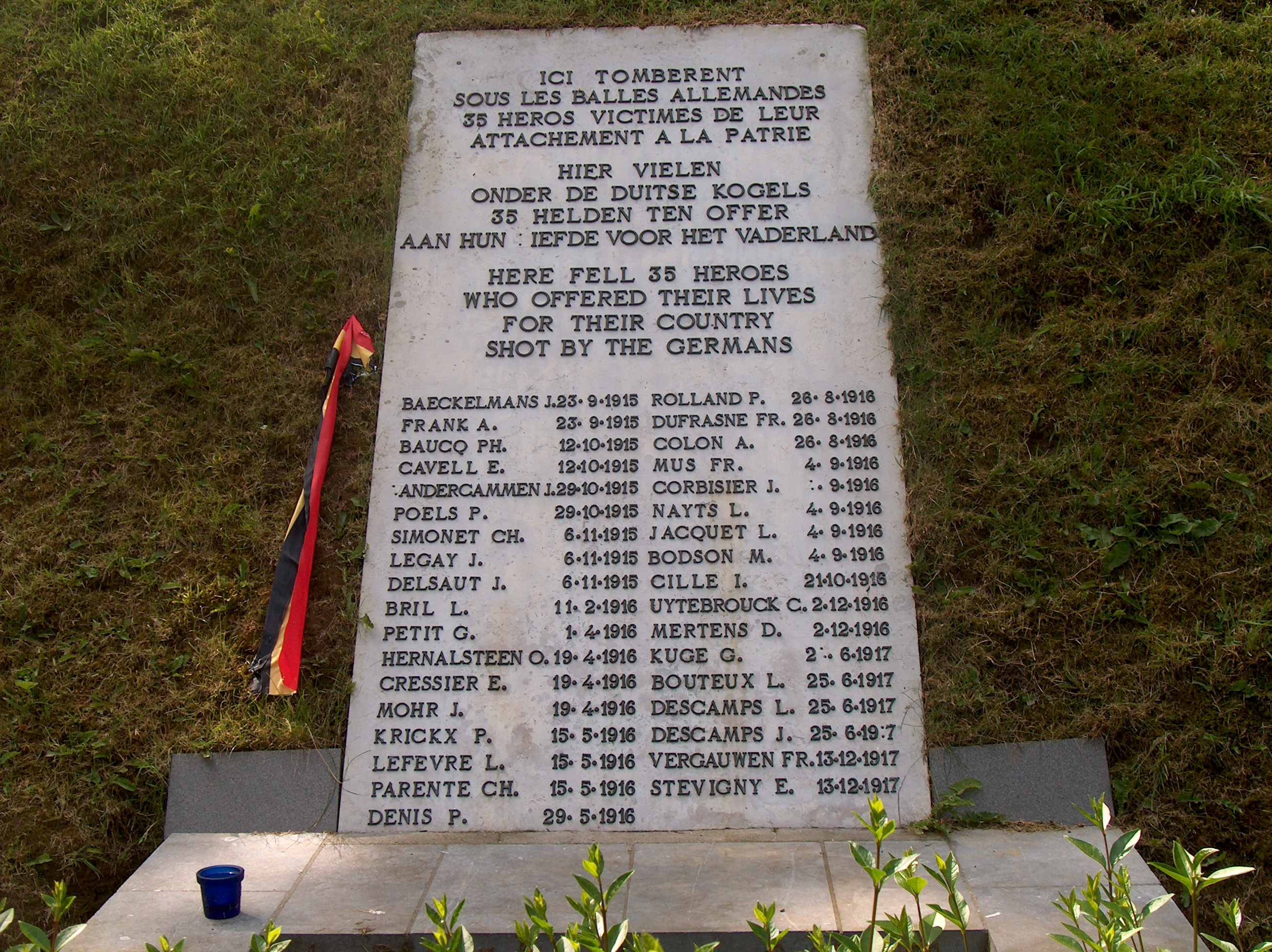
Herdenkingssteen voor de 35 gefusilleerde helden tijdens de Eerste Wereldoorlog

Het ereperk bevindt zich op de site waar voorheen de Nationale Schietbaan was en nu het complex van de VRT en de RTBF.
Tijdens de Eerste Wereldoorlog werd de schietbaan opgeëist door de Duitse strijdkrachten, die er 35 mensen fusilleerden, waaronder Jozef Baeckelmans, Philippe Baucq, Louis Bril, Edith Cavell en Gabrielle Petit. Tijdens de Tweede Wereldoorlog werden hier nog 261 mensen door Duitse militairen gefusilleerd, waaronder Youra Livchitz. Na de oorlog werd het grasveld waar ze begraven lagen, omgevormd tot gedenkplaats: het Ereperk der Gefusilleerden.
Op de begraafplaats zijn er 38 graven van onbekenden. Er bevindt zich een herdenkingssteen voor de 35 gefusilleerden tijdens de Eerste Wereldoorlog. Daarnaast herdenkt een monument uit 1970 de onbekende Belgische politieke gevangene van de Tweede Wereldoorlog. Het bestaat uit een hoge grafzuil en een urne met daarin relikwieën van de slachtoffers van de concentratiekampen.
De begraafplaats behoort tot het beschermd onroerend erfgoed van Schaarbeek sinds 12 januari 1983.

## Herdenking
Iedere laatste zondag van april werd in het Ereperk der Gefusilleerden een nationale huldiging gehouden ter ere van de gevangenen van de naziconcentratiekampen in aanwezigheid van de hoogste gezagdragers van België. Sinds de erkenning van het oord als Nationale Necropool in 2021, wordt deze nationale huldiging verder gezet om de drie jaar op de laatste zondag van april. 
De Vrije Universiteit Brussel en de Université Libre de Bruxelles houden jaarlijks een herdenking op het ereperk tijdens hun feestdag Sint-Verhaegen op 20 november (of de vrijdag daarvoor indien 20 november in het weekend valt).